# 生命創成探究センター
生命創成探究センター（せいめいそうせいたんきゅうセンター、英語: Exploratory Research Center on Life and Living Systems、略称：ExCELLS）は、愛知県岡崎市にある自然科学研究機構の直轄センターである。略称はExCELLS(エクセルズ)。
岡崎統合バイオサイエンスセンターを中核とし、新分野創成センターのブレインサイエンス研究分野とイメージングサイエンス研究分野を統合して2018年4月1日に設置された。「生きているとは何か？」という人類の根源的な問いの解明に向けて、生命の仕組みを観察する新たな技術を開発するとともに、蓄積されていく多様な情報の中に隠されている意味を読み解き、さらに合成・構成的アプローチを通じて生命の基本情報の重要性を検証する活動を行っている。

## 概要
2022年3月現在、創成研究領域と極限環境生命探査室から構成されている。

### 創成研究領域
- 生物画像情報解析グループ
- 生命分子動態シミュレーション研究グループ
- 生体分子相互作用計測グループ
- 生命分子動秩序創発研究グループ
- バイオフォトニクス研究グループ
- 心循環ダイナミズム創発研究グループ
- 認知ゲノム研究グループ
- 発生シグナル創発研究グループ
- 神経分子動態生物学研究グループ
- 金属生命科学研究グループ
- 神経ネットワーク創発研究グループ
- 生命分子創成研究グループ
- 定量生物学研究グループ
- 生命時空間制御研究グループ
- 温度生物学研究グループ
- 生命分子動態計測グループ
- 理論生物学研究グループ
- 染色体工学研究グループ

### 極限環境生命探査室
- 深海・地下生命研究グループ
- 極限環境生命分子研究グループ
- 極限環境耐性研究グループ
- 物質-生命境界領域研究グループ

また、基礎生物学研究所、生理学研究所、分子科学研究所とも連携している。
経理など管理業務は岡崎統合事務センターで行われている。

## 歴代センター長
| 期    | 氏名     | 就任         |
| ----- | -------- | ------------ |
| 第1期 | 加藤晃一 | 2018年4月1日 |
| 第2期 | 加藤晃一 | 2020年4月1日 |
| 第3期 | 根本知己 | 2022年4月1日 |

## アクセス
名古屋鉄道本線東岡崎駅が最寄り駅。東海道新幹線豊橋駅、名古屋駅（あるいは金山駅までJR東海道線か中央線で行っても良い）にて名鉄本線へ乗り換えで、30分程度。中部国際空港からは東岡崎駅へは名鉄が利用できる他、直行バス（令和元年8月5日以降空港直行バス運休中）もある。いずれも1時間程度。駅から南口を出て徒歩20分程度。あるいは名鉄バス「竜美丘循環」に乗り竜美北１丁目下車（所要時間5分）、さらに徒歩で3分。